# بني سلمان (تعز)
بني سلمان هي إحدى قرى جمهورية اليمن. تتبع جغرافيا لمحافظة تعز وإداريًا لمديرية مقبنة. يبلغ تعداد سكانها 1099 نسمة حسب الإحصاء الذي أجري عام 2004.